# Боховкин, Иван Михайлович
Иван Михайлович Боховкин (16 февраля 1912, село Борятино, Калужская губерния — 6 февраля 1979, Архангельск) — советский химик, профессор, ректор Архангельского лесотехнического института (1966—1979).

## Биография
Родился 16 февраля 1912 года, в селе Барятино Мещовского уезда Калужской губернии. Окончил Барятинскую начальную школу в 1924 году, Мещовскую среднюю школу — в 1929 году. В 1933 году окончил химический факультет Рязанского пединститута, после чего работал преподавателем химии в Мало-Ярославском техникуме. После окончания аспирантуры Воронежского государственного университета с декабря 1940 года работал в Архангельском государственном лесотехническом институте (АЛТИ). Занимал должности заведующего кафедрой (1962—1966), проректора по науке (1962—1966), в 1966 году назначен ректором АЛТИ.
Научная деятельность была направлена на решение актуальных проблем использования природных ресурсов Севера и совершенствование технологии переработки древесины. Опубликовал более 200 научных работ, посвященных изучению коррозии сплавов металлов в агрессивных средах и подбору ингибиторов из продуктов химической переработки древесины, исследованию межмолекулярных взаимодействий между веществами, получаемыми из древесины. В ходе данных исследований было открыто более 100 новых комплексных соединений в жидкой и твердой фазах, методами физико-химического анализа установлен их состав.
Принимал активное участие в общественной жизни города и области: являлся депутатом областного Совета депутатов трудящихся Архангельской области, председателем правления областного общества «Знание», председателем областного совета ректоров вузов.
19 ноября 1974 года, решением Архангельского горисполкома, наряду с Героями Социалистического Труда А. И. Поповым, М. М. Кузнецовым, А. И. Вешняковым, удостоен звания «Почётный гражданин Архангельска».
Скончался 6 февраля 1979 года. Похоронен на Соломбальском кладбище Архангельска.

## Награды
- орден Октябрьской революции
- орден Трудового Красного Знамени
- орден «Знак Почета»
- медаль «За доблестный труд в Великой Отечественной войне 1941-1945 гг.»
- Почетный гражданин Архангельска (19 ноября 1974)[5]

## Учёные степени и звания
- Кандидат химических наук (1937)
- Доцент (1938)
- Профессор (1963)

## Память
- На здании второго корпуса АЛТИ (ныне корпус Института строительства и архитектуры Северного (Арктического) федерального университета) установлена мемориальная доска в память об ученом.
- В главном корпусе университета, в котором Иван Михайлович проработал большую часть своей жизни, есть именная аудитория профессора Боховкина.